# Vastuusaari (ö i Norra Karelen)
Vastuusaari är en ö i Finland. Den ligger i sjön Neitijärvi och i kommunen Lieksa i den ekonomiska regionen  Pielinen-Karelen  och landskapet Norra Karelen, i den östra delen av landet, 500 km nordost om huvudstaden Helsingfors. Öns area är 0,4 hektar och dess största längd är 130 meter i nord-sydlig riktning.